# ماثيو نيلسن
ماثيو نيلسن (بالإنجليزية: Matthew Nielsen) مواليد 3 فبراير 1978، هو لاعب كرة سلة أسترالي سابق بدأ مسيرته الاحترافية في سنة 1996. اعتزل اللعب في 2013.

## فرق لعب لها
- ليتوفوس رايتس
- فالنسيا باسكت
- نادي أولمبياكوس لكرة السلة
- خيمكي (كرة سلة)

## الميداليات
| الميدالية | المسابقة                             |
| --------- | ------------------------------------ |
| ذهبية     | بطولة أمم أوقيانوسيا لكرة السلة 2003 |
| ذهبية     | بطولة أمم أوقيانوسيا لكرة السلة 2005 |

## روابط خارجية
- ماثيو نيلسن على موقع الاتحاد الدولي لكرة السلة (الإنجليزية)
- ماثيو نيلسن على موقع الدوري الأوروبي لكرة السلة (الإنجليزية)
- ماثيو نيلسن على موقع الدوري الإسباني لكرة السلة (الإسبانية)
- ماثيو نيلسن على موقع كرة السلة الأوروبية.كوم (الإنجليزية)
- ماثيو نيلسن على موقع ريلجم (الإنجليزية)
- ماثيو نيلسن على موقع بروبوليرز (الإنجليزية)
- ماثيو نيلسن على موقع سبورتس رفرنس (الإنجليزية)
- ماثيو نيلسن على موقع سبورتس رفرنس (الإنجليزية)
- ماثيو نيلسن على موقع أوليمبيديا (الإنجليزية)
- ماثيو نيلسن على موقع اللجنة الأولمبية الأسترالية (الإنجليزية)